# Unmanned Space Vehicle
Gli Unmanned Space Vehicle sono una classe di velivolo spaziale attualmente in sviluppo presso il Centro italiano ricerche aerospaziali (CIRA) finanziato dal Programma nazionale di ricerca aerospaziale (PRO.R.A.) del Ministero dell'università e della ricerca scientifica e tecnologica Italiano. 
L'obiettivo del progetto è la realizzazione di uno o più velivoli riutilizzabili per svolgere esperimenti in orbita senza la presenza di equipaggio. Il programma al momento utilizza una serie di veicoli di test che vengono impiegati per testare le soluzioni aerodinamiche e il controllo del volo. I test consistono nel portare in quota il velivolo di prova tramite un pallone aerostatico a quote comprese tra 20 e 40 chilometri per poi sganciarlo. Il sistema di controllo consente al velivolo di scendere in planata, nonostante la dimensione particolarmente ridotta delle superfici portanti. 
Il CIRA ha realizzato fino ad oggi due navette per la sperimentazione, Castore e Polluce, dedicate al volo transonico e basso-supersonico (circa 1.200 km/h). I velivoli sono stati sganciati da pallone stratosferico dalla base militare di Arbatax in Sardegna. La prima missione è stata eseguita il 24 febbraio 2007 da Castore, mentre la seconda è stata effettuata l'11 aprile 2010 da Polluce. Polluce ha raggiunto la velocità di Mach 1.23 e sono state eseguite in modo completamente autonomo e gestite dal computer di bordo complesse manovre con virate e variazioni di assetto, fino all'ammarraggio.
Le tecnologie sviluppate hanno permesso al CIRA di contribuire alla missione dell'Agenzia spaziale europea IXV (Intermediate eXperimental Vehicle), una navetta simile a quelle realizzate dal CIRA, lanciata dal propulsore europeo Vega nel febbraio 2015 dalla base spaziale europea di Kourou. Il rientro in atmosfera è stato eseguito dopo un breve volo orbitale, mantenendo una configurazione di discesa planata.